# Hepatitis A
Hepatitis A (starinsko tudi infekcijski hepatitis) je hepatitis, ki ga povzroča virus hepatitisa A in se prenaša z neposrednim stikom in fekalnooralno. V svetu se vsako leto okuži s tem virusom okoli 10 milijonov ljudi. Čas med okužbo in nastopov simptomov (oziroma inkubacijska doba) znaša 28 dni.

## Način okužbe
Virus hepatitisa A se večinoma prenaša po fekalnooralni poti (okužba s prenosom virusa iz bolnikovega blata v usta, na primer z umazanimi rokami, z onesnaženo vodo ...) ali z neposrednim tesnim stikom z osebe na osebo. Glavni vzroki za širjenje HAV so slabe higienske razmere in slaba sanitacija okolja, kjer živimo, ter uživanje okužene vode in hrane.
Virus se izloča v okolico z okuženim blatom. Ob nezadostni in neustrezni higieni rok se virus prenaša na hrano in različne predmete. Okužba se lahko prenaša tudi z okuženimi živili, med katerimi so najpogostejši termično neobdelani ali slabo obdelani morski sadeži, sadje, zelenjava, predvsem pa onesnažena pitna voda. Posebna pazljivost je potrebna na potovanjih v t. i. endemična področja, to so dežele z nezadostnim higienskim standardom.
Virus hepatitisa A se lahko prenaša tudi z analnooralnim spolnim odnosom, izjemno redko lahko tudi s sečem. Možen je tudi parenteralen prenos pri intravenskem uživanju nedovoljenih drog, vendar je izredno redek.

## Potek okužbe
Inkubacijska doba hepatitisa A je okoli 28 dni (od 15 do 45 dni). Večina okužb pri otrocih je brez bolezenskih znakov, pri odraslih pa je bolezen po navadi močneje izražena in traja dlje. V povprečju po 2–6 tednih bolezenski znaki izzvenijo in začne se obdobje rekonvalenscence. Pri približno 0,1 % obolelih pride do akutne odpovedi delovanja jeter z zelo visoko smrtnostjo. Za okužbo s HAV je značilna popolna ozdravitev brez posledic in brez kronične slike bolezni. Po prebolelem hepatitisu A ostaja doživljenjska imunost proti tej okužbi.

## Odkrivanje okužbe
Sum na hepatitis A se postavi na osnovi epidemioloških podatkov ter laboratorijskih preiskav, bolezen pa potrdimo s posebnimi mikrobiološkimi preiskavami.

## Zdravljenje
Hepatitis A zdravimo le s podpornimi ukrepi, torej simptomatsko, kar pomeni, da ni posebnih protivirusnih zdravil za zdravljenje hepatitisa A. Potreben je počitek in redna, zdrava in uravnotežena prehrana, treba se je izogibati maščobam in uživanju alkohola ter vsem jetrom škodljivih zdravil. Bistvena je dobra osebna higiena: dosledno umivanje rok pred jedjo in po opravljeni potrebi.

## Preprečevanje
Na splošno okužbo preprečujemo z ustrezno higieno in sanitacijo. Na voljo je tudi cepljenje, pasivna (imunoglobulini), kot tudi aktivna (cepivo proti hepatitisu A) imunizacija. Pasivno imunizacija se pri izpostavljenih osebah svetuje takoj po neposrednem stiku z okuženo osebo. Aktivna imunizacija pa je preventivno cepivo, ki nudi zaščito v več kot 90 %. Cepljenje proti hepatitisu A se svetuje predvsem potnikom, ki potujejo v endemične kraje, pa tudi določenim drugim skupinam ljudi, vključno z bolniki s kroničnimi jetrnimi boleznimi. Na voljo je tudi kombinirano cepivo proti hepatitisu A in B.